# Chrysolina caurina
Chrysolina caurina är en skalbaggsart som beskrevs av Brown 1962. Chrysolina caurina ingår i släktet Chrysolina och familjen bladbaggar. Inga underarter finns listade i Catalogue of Life.